# اچ‌ام‌اس هرماینی (۱۷۸۲)
اچ‌ام‌اس هرماینی (۱۷۸۲) (به انگلیسی: HMS Hermione (1782)) یک کشتی است که طول آن ۱۲۹ فوت ۳ ۱⁄۲ اینچ (۳۹٫۴ متر) می‌باشد. این کشتی در سال ۱۷۸۲ ساخته شد.